# Sophia Young
Sophia Yvonne Young-Malcolm (* 15. Dezember 1983 als Sophia Young in Kingston auf St. Vincent und die Grenadinen) ist eine professionelle Basketball-Spielerin. Zuletzt spielte sie in der Saison 2015 für die San Antonio Stars in der Women’s National Basketball Association.

## Karriere

### College
Sophia Young spielte bis 2006 für die Baylor Lady Bears, dem Damen-Basketballteam der Baylor University. 2005 gewann sie mit den Lady Bears das NCAA Women’s Division I Basketball Tournament.

### Women’s National Basketball Association
Young wurde in der WNBA Draft 2006 von den San Antonio Silver Stars an der vierten Stelle ausgewählt. In ihrer ersten Saison stand sie immer in der Startformation der Silver Stars und gehörte bereits seit dem ersten Spiel zu den Schlüsselspielerinnen der Silver Stars. In dieser Saison wurde sie auch in das Western All-Star Team gewählt. Young spielte eine starke Rookie-Saison jedoch war sie mit den Silver Stars weit von den Playoffs entfernt. Vor der Saison 2007 holten die Silver Stars Becky Hammon, Ruth Riley, Erin Buescher und Sandora Irvin nach San Antonio. Young profitierte vor allem durch die Verpflichtung von Becky Hammon, dadurch konnte Young ihren Punkteschnitt von 12 auf 16,8 Punkte pro Spiel steigern. In dieser Saison erreichte sie mit den Silver Stars die Playoffs, wo sie erst in den Western Conference Finals an den Phoenix Mercury scheiterte. Die mannschaftlich erfolgreichste Saison spielte Young im Jahr 2008. In dieser erreichten sie mit den Silver Stars die WNBA-Finals, unterlag dort aber deutlich den Detroit Shock. In der Saison 2009 erzielte Sophia Young mit 18,2 den höchsten Punkteschnitt ihrer WNBA-Karriere. Aber wie auch in den Folgesaisons endet die Spielzeit in der ersten Runde der Playoffs. In der Saison 2013 verpasst Young mit ihrem Team erstmals seit ihrer Debütsaison die Playoffs. Nach dem Namenswechsel des Teams zu San Antonio Stars vor der Spielzeit 2014 ändert sich nichts am mannschaftlichen Erfolg. Die Saisons endeten weiter vor oder in der ersten Runde der Playoffs. Sophia Young stand aber erstmals in ihrer Karriere nicht mehr durchweg in der Startformation des Teams. Nach der Saison 2015 ist sie die Spielerin, die die meisten Spiele und Punkte für das Team aus San Antonio gespielt bzw. erzielt hat. In der Saison 2016 bestritt sie keine Spiele in der WNBA.
Bis zu diesem Zeitpunkt bestritt sie in 10 WNBA-Saisons in der regulären Saison 301 Spiele, dabei stand sie 282 Mal in der Startformation und erzielte 4300 Punkte, 1807 Rebounds und 554 Assists. In 26 Playoff-Partien (davon 24 in der Startformation) erzielte sie 456 Punkte, 169 Rebounds und 47 Assists.

### Europa
In der Saisonpause der WNBA spielte Young wie viele WNBA-Spielerinnen regelmäßig in Europa. Seit dem Jahr 2006 stand sie dabei für Teams aus Tschechien, der Türkei und Italien dem Platz. Zuletzt spielte sie dabei in der Saison 2010/11 für Cras Basket Taranto in Italien.

### Nationalmannschaft
Zu Beginn ihrer Karriere spielte Young auch für die Nationalmannschaft ihres Geburtslandes. Aufgrund der schwächeren Mitspielerinnen konnte sie dort keine größeren Erfolge erzielen.